# 拉開
在數學中，拉開（法文：éclatement，英文：blowing up）、單項變換或σ-過程是一種幾何的操作，代數幾何中的應用尤重。拉開是雙有理幾何的基本工具。對代數簇或複流形 {\displaystyle M} 上一點 {\displaystyle Z} 的拉開是將該點換為該點法叢的射影叢，或者具體地說是換為該點切空間的射影空間，從而得到拉開態射 {\displaystyle \mathrm {Bl} _{Z}:{\tilde {M}}\rightarrow M}，這是一個雙有理等價。對較高維子流形也能定義拉開。
當代代數幾何學將拉開視為對概形的內在操作，然而拉開也有外在的描述法，例如取一平面曲線，並對它所處的射影平面作某類變換；這是古典的進路，其想法至今仍反映於用語上。

## 對仿射空間中一點作拉開
以下僅考慮複數域 {\displaystyle \mathbb {C} } 上的情形，一般構造準此可知。
令 {\displaystyle Z} 為複仿射空間 {\displaystyle \mathbb {C} ^{n}} 的原點，仿射空間的元素以坐標表為 {\displaystyle (x_{1},\ldots ,x_{n})}。令 {\displaystyle \mathbb {P} ^{n-1}} 為 {\displaystyle (n-1)}-維複射影空間，其元素以齊次坐標表示為 {\displaystyle (y_{1}:\ldots :y_{n})}。 令 {\displaystyle {\tilde {\mathbb {C} ^{n}}}} 為 {\displaystyle \mathbb {C} ^{n}\times \mathbb {P} ^{n-1}} 中由等式 {\displaystyle x_{i}y_{j}=x_{j}y_{i}} 定義之閉子集，其中 {\displaystyle i,j=1,\ldots ,n}。則投影態射
{\displaystyle \pi :\mathbb {C} ^{n}\times \mathbb {P} ^{n-1}\to \mathbb {C} ^{n}}
自然地導出態射（特別也是全純函數）
{\displaystyle \pi :{\tilde {\mathbb {C} ^{n}}}\to \mathbb {C} ^{n}.}
此態射 {\displaystyle \pi }（或者更常指空間 {\displaystyle {\tilde {\mathbb {C} ^{n}}}}）稱為 {\displaystyle \mathbb {C} ^{n}} 的拉開。
例外除數 {\displaystyle E} 定義為 {\displaystyle Z} 對態射 {\displaystyle \pi } 的逆像。可以證明
{\displaystyle E=Z\times \mathbb {P} ^{n-1}\subseteq \mathbb {C} ^{n}\times \mathbb {P} ^{n-1}}
同構於射影空間。它是個非負除數，而且在 {\displaystyle E} 之外 {\displaystyle \pi :{\tilde {\mathbb {C} ^{n}}}\setminus E\rightarrow \mathbb {C} ^{n}\setminus Z} 是同構。因此 {\displaystyle \pi } 是 {\displaystyle {\tilde {\mathbb {C} ^{n}}}} 與 {\displaystyle \mathbb {C} ^{n}} 之同構。

## 對複流形的子流形作拉開
一般來說，我們可以開任何餘維為 {\displaystyle k} 的複子流形 {\displaystyle Z\subset \mathbb {C} ^{n}}。設 {\displaystyle Z} 由方程式 {\displaystyle x_{1}=\cdots =x_{k}=0}定義，並設 {\displaystyle (y_{1}:\ldots :y_{k})} 為 {\displaystyle \mathbb {P} ^{k-1}} 上的齊次坐標。沿 {\displaystyle Z} 的拉開 {\displaystyle {\tilde {\mathbb {C} ^{n}}}} 定義為方程 {\displaystyle x_{i}y_{j}=x_{j}y_{i}}（對所有 {\displaystyle i,j} ）在空間 {\displaystyle \mathbb {C} ^{n}\times \mathbb {P} ^{k-1}} 中定義的閉子集。
進一步推廣，我們可拉開任何複流形 {\displaystyle X} 的任一複子流形 {\displaystyle Z}，方式是局部上化約到上述情形，拉開後再予以黏合。效果依然，我們將 {\displaystyle Z} 拉開為例外除子 {\displaystyle E}。而拉開態射
{\displaystyle \pi :{\tilde {X}}\to X}
依然是雙有理的，並在 {\displaystyle E} 外是同構。 {\displaystyle E} 可自然地視作 {\displaystyle Z} 的法叢的射影化，因此 {\displaystyle \pi |_{E}:E\to Z} 局部上是纖維化映射，其纖維為 {\displaystyle \mathbb {P} ^{k-1}}。
由於 {\displaystyle E} 是平滑除子，其法叢為線叢。對於曲面的情形，可證明 {\displaystyle E} 的自相交數為負，這表明其法叢沒有整體上定義的截面。{\displaystyle E} 是其同調類在 {\displaystyle {\tilde {X}}} 上的唯一代表，原因在於：假設  {\displaystyle E} 經擾動後變為代表同一同調類的另一個複子流形，則它和 {\displaystyle E} 的相交數必為正，故矛盾。這是例外除子之所以「例外」之故。
設 {\displaystyle V} 維某個 {\displaystyle X} 中不等於 {\displaystyle Z} 的複子流形。若 {\displaystyle V} 不交 {\displaystyle Z}，則它本質上不受沿 {\displaystyle Z} 的拉開影響。然而若有相交，則 {\displaystyle V} 在 {\displaystyle {\tilde {X}}} 中導出兩個幾何對象：一者是真變換或稱嚴格變換，它是 {\displaystyle \pi ^{-1}(V\setminus Z)} 在 {\displaystyle {\tilde {X}}} 中的閉包，其法叢一般與 {\displaystyle V} 的不同。另一者是全變換，包含 {\displaystyle E} 的全體或一部分，其同調類基本上是 {\displaystyle V} 的上同調類之拉回。

## 推廣：概形的拉開
拉開可以在一般的概形上定義。令 {\displaystyle X} 為一概形，並設 {\displaystyle {\mathcal {I}}} 為其上一凝聚理想層，{\displaystyle X} 沿 {\displaystyle {\mathcal {I}}} 的拉開是概形 {\displaystyle {\tilde {X}}} 及真態射
{\displaystyle \pi :{\tilde {X}}\rightarrow X}
使得 {\displaystyle \pi ^{-1}{\mathcal {I}}\cdot {\mathcal {O}}_{Y}} 是可逆層，此拉開由下述泛性質刻劃：
對任何態射 {\displaystyle f:Y\rightarrow X}，若它使得 {\displaystyle f^{-1}{\mathcal {I}}\cdot {\mathcal {O}}_{Y}} 是可逆層，則 {\displaystyle f} 唯一地透過 {\displaystyle \pi } 分解。
此拉開可具體地由
{\displaystyle {\tilde {X}}=\mathbf {Proj} (\oplus _{n=0}^{\infty }{\mathcal {I}}^{n})}
構造。當 {\displaystyle X} 是擬射影概形時，{\displaystyle \pi } 將是射影態射。

## 重要性質

### 曲面的拉開
在平滑的射影曲面上，任何雙有理等價皆可分解為一系列的拉開與縮回。
以下的 Grauert-Mumford 定理是曲面分類中的基本工具：
定理 . 設 {\displaystyle X} 為平滑射影曲面，{\displaystyle D=\sum C_{i}} 為 {\displaystyle X} 上一個既約除數，若其相交矩陣 {\displaystyle (C_{i}\cdot C_{j})_{ij}} 負定，則 {\displaystyle X} 可表成某個代數曲面的拉開，使得 {\displaystyle D} 為其例外除數。

## 相關的建構

### 向法錐變形
向法錐變形的技術可以證明代數幾何中的許多結果。給定一個概形 {\displaystyle X} 及其閉子概形 {\displaystyle V}，我們在 {\displaystyle Y:=X\times \mathbb {A} ^{1}} 中拉開 {\displaystyle V\times (0)}，則
{\displaystyle {\tilde {Y}}\to X\times \mathbb {A} ^{1}}
是纖維化映射。沿著 {\displaystyle \mathbb {A} ^{1}} 的一般纖維自然同構於 {\displaystyle X}，而中心纖維則是兩個概形的并集：一者是 {\displaystyle X} 沿 {\displaystyle V} 的拉開；另一者則是 {\displaystyle V} 的法錐，其中我們將纖維緊化為射影空間。

### 辛流形的拉開
拉開也可以在辛流形的範疇中施行，稱作辛拉開。方式是將辛流形賦予殆複結構，然後仿照複拉開的模式。然而這僅在拓撲層次上有意義，我們必須小心地為拉開後的空間賦予一個辛形式，因為我們不能任意將辛形式沿例外除數 {\displaystyle E} 延拓，而必須在 {\displaystyle E} 的一個鄰域上修改之；或藉著將 {\displaystyle Z} 的一個開鄰域切下，然後適當地折疊邊界以完成拉開。較好的理解方式是利用辛切割的一般理論，其中辛拉開只是個特例。辛切割及其逆操作辛和是沿一平滑除數向法錐變形的類比。

## 文獻
- Fulton, William. . Springer-Verlag. 1998. ISBN 978-0-387-98549-7.
- Griffiths, Phillip and Harris, Joseph. . John Wiley & Sons. 1978. ISBN 978-0-471-32792-9.
- Hartshorne, Robin. . Springer-Verlag. 1977. ISBN 978-0-387-90244-9.
- McDuff, Dusa and Salamon, Dietmar. . Oxford University Press. 1998. ISBN 978-0-19-850451-1.